# 上寺站
上寺站是位于四川省广元市市中区上寺村的一个铁路车站，邮政编码628005。车站建于1955年，有宝成铁路经过该站，现仅办货运业务，不办理客运业务，车站及其上下行区间均已电气化。车站距离宝鸡站396公里，隶属成都铁路局，是四等站。